# Kimani Maruge
Kimani Ng'ang'a Maruge, född omkring 1920, död 14 augusti 2009 i Nairobi, Kenya, var en kenyansk man, känd som världsrekordhållare i Guinness Rekordbok för att vara den som börjat grundskolan vid högst ålder någonsin. Han började i första klass den 12 januari 2004, vid 84 års ålder. Maruge hade själv inga papper som bevisade hans ålder, men trodde sig vara född omkring 1920.
Kimani Maruge avled i magcancer den 14 augusti 2009 på Kenyatta National Hospital i Nairobi. Han begravdes på sin gård i Subukia.